# A Posteriori
A Posteriori е името на шестия студиен албум на немската ню ейдж/еймбиънт група Енигма, издаден в световен мащаб на 25 септември 2006. Декември месец албумът получава номинация за награда Грами 2007 в категорията Най-добър ню ейдж албум.
Ако предишният им албум Voyageur е съдържал малко от типичните музикални елементи на групата, то A Posteriori съдържа само емблематичният „Рог на Енигма“, включен в първата минута от началото на Eppur Si Muove. Основната тематика на албума е свързана с предсказания сблъсък на Млечния път с галактиката Андромеда (галактика), а самият албум е изграден като едно лирично катастрофално предзнаменование.

## Фактология
- A posteriori е латинска фраза означава „след факта“ и се отнася до емперичното знание и епистемологичната концепция за извличането на знанието от опита.
- На 18 юли 2006 официално е обявено името на новия албум, както и песните, които ще включва. Десет дена по-късно е представена и обложката на новото издание.
- Първата песен, която е обявена от A Posteriori е нова версия на вече познатата на феновете Hello and Welcome, издадена преди като самостоятелен сингъл, нефигуриращ в нито един албум.
- Това е единственият албум на „Енигма“, от които няма издаден нито един сингъл.
- Goodbye Milky Way първоначално е замислена да бъде пилотният сингъл от A Posteriori, но скоро след обявяването ѝ всички дейности около тази песен са прекратени и е предоставена за закупуване само в дигитилен формат.
- A Posteriori е първият албум на Енигма, който не е записан в студио A.R.T. в Ибица, Испания, а е записан в портативното компютъризирано студио творение на самия Майкъл Крету и кръстено „Алхимикът“.
- Eppur Si Muove, изписвана още E pur si muove е италианска фраза, означаваща „И все пак се движи“. Произнесена е от Галилео Галилей на процеса воден срещу него през 1633 година, когато е осъден от Инквизицията за ерес, защото е разпространявал хелиоцентрични идеи, противоречащи на установените тогава научни норми.
- Гласът, който разказва в Dancing with Mephisto и Goodbye Milky Way е на Луиза Стенли.

## Песни
1. „Eppur Si Muove“ – 3:41
2. „Feel Me Heaven“ – 4:50
3. „Dreaming of Andromeda“ – 4:26
4. „Dancing with Mephisto“ – 4:25
5. „Northern Lights“ – 3:34
6. „Invisible Love“ – 4:55
7. „Message from IO“ – 3:09
8. „Hello and Welcome“ (new version) – 5:09
9. „20.000 Miles over the Sea“ – 4:22
10. „Sitting on the Moon“ – 4:21
11. „The Alchemist“ – 4:41
12. „Goodbye Milky Way“ – 5:58

Отделно от албума в iTunes са пуснати за продажба и няколко ремикса:
- „Eppur Si Muove“ (Tocadisco Remix) – 6:39
- „Dreaming of Andromeda“ (Jean F. Cochois Remix) – 7:28
- „20.000 Miles over the Sea“ (Boca Junior Remix)– 7:07
- „The Alchemist“ (The Alchemist's Vision by Ralf Hildenbeutel) – 7:17

## Private Lounge
На 18 март 2007 в Германия, а след това на 26 март и в цяла Европа ексклузивно в онлайн магазина на iTunes е пуснат ремикс албумът на „A Posteriori“ „Private Lounge“, включващ по един ремикс на всяка песен от официалното издание:
1. Eppur Si Muove (Tocadisco Remix 2) – 6:11
2. Feel Me Heaven (Boca Junior Remix) – 6:24
3. Dreaming of Andromeda (Jean F. Cochois Remix) – 7:29
4. Dancing With Mephisto (Boca Junior Remix) – 5:28
5. Northern Lights (Boca Junior Remix) – 5:41
6. Invisible Love (Boca Junior Remix) – 5:45
7. Message from IO (Boca Junior Remix) – 5:33
8. The Alchemist (Christian Geller Remix) – 6:54
9. 20.000 Miles Over the Sea (Boca Junior Remix) – 7:08
10. Sitting On the Moon (Boca Junior Remix) – 5:31
11. The Alchemist (The Alchemist's Vision By Ralf Hildenbeutel) – 7:16
12. Goodbye Milky Way (Boca Junior Remix) – 5:10

## Сертификация
| Държава | Сертификация | Продажби |
| ------- | ------------ | -------- |
| Русия   | Платинен     | 20 000+  |

## Класации
Предполагаеми продажби – около 1 000 000 копия
| Държава                           | Върхова позиция |
| --------------------------------- | --------------- |
| Европа                            | 32              |
| Гърция                            | 3               |
| САЩ Билборд Топ Електронни албуми | 3               |
| Холандия                          | 8               |
| Турция                            | 8               |
| Германия                          | 16              |
| Австрия                           | 17              |
| Швейцария                         | 24              |
| Унгария                           | 24              |
| Португалия                        | 27              |
| Италия                            | 32              |
| Чехия                             | 34              |
| Словакия                          | 35              |
| Полша                             | 44              |
| Испания                           | 80              |
| САЩ Билборд Топ 200               | 95              |
| Франция                           | 98              |